# HBO原創鉅獻
HBO Signature（HBO原創鉅獻）在2005年4月正式引入亞洲，與美國本土的版本一樣，播放有爭議性、刺激性的節目，最新的荷里活的電影與HBO獲獎和最新的原創系列。在香港，now寬頻電視於2005年初正式引入繼HBO和Cinemax，香港的第三條HBO&Max系列頻道，並於2005年8月中與HBO Asia簽訂長期獨家播放協議，於2006年7月生效。

## 歷史

HBO Signature 週年紀念

HBO Signature在1990年中開始於美國有線電視網絡及衛星網絡首播，當時名為HBO 3，是HBO頻道系列中第三個頻道。在2000年初開此改用HBO Signature。

## 時差頻道
'HBO Signature'與HBO一樣，提供美國東部和太平洋時區的兩條主頻道（HBO Signature East & HBO Signature West），使用戶能夠在三個小時前後（根據不同的地理位置）看同一個節目。

## 外部連結
- HBO Signature （页面存档备份，存于）
- HBO Signature 亞洲 （页面存档备份，存于）